# 伊夫布里奇
伊夫布里奇（Ivybridge）是英格蘭德文郡的一個小鎮和民政教區，位於普利茅斯以東9英里（14.5）。伊夫布里奇有人口11,851人。這裡在13世紀早期已經被提及。